# Deep Impact

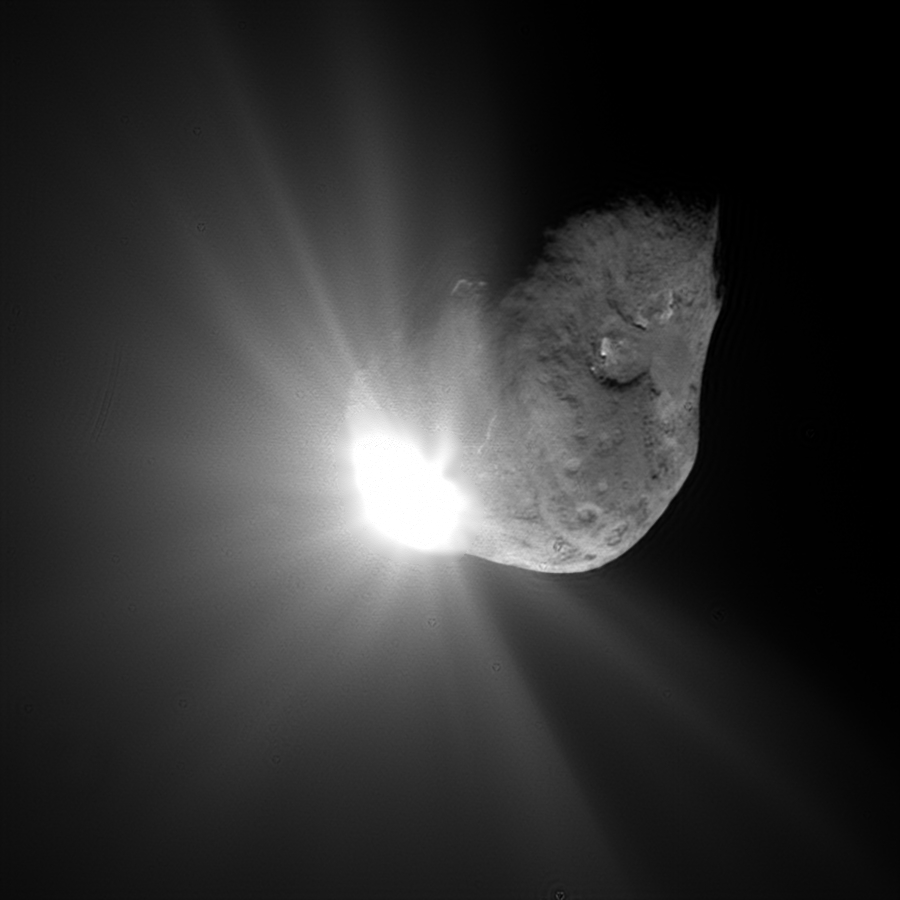
Kometa Tempel 1 po 67 sekundach od uderzenia impaktora

Deep Impact (późniejsza nazwa: EPOXI) – sonda kosmiczna wystrzelona przez NASA 12 stycznia 2005 roku z kosmodromu na przylądku Canaveral, której celem było zbadanie składu jądra komety Tempel 1, a później także obserwacja jądra komety 103P/Hartley. Nigdy wcześniej tego typu misje nie były prowadzone. Poprzednie misje kosmiczne do komet, takie jak Giotto i Stardust, były misjami, które przekazały jedynie zdjęcia i zbadały powierzchnię jądra komety na odległość. Misja Deep Impact jako pierwsza dokładnie przeanalizowała materiał z powierzchni komety i dlatego otrzymała duży rozgłos w mediach. Lot sondy odbywał się z prędkością 28,6 km/s i był przewidziany na 174 dni.

## 9P/Tempel
Przed przelotem sonda wykonała manewry w celu uniknięcia zderzenia z jądrem. Komunikacja między Ziemią a próbnikiem i impaktorem działała zgodnie z oczekiwaniami. Sonda wykonała trzy korekty w dwóch ostatnich godzinach przed przelotem. 4 lipca 2005 o godzinie nastąpiło uderzenie specjalnego elementu (tzw. impaktora) w kometę Tempel 1, co utworzyło krater o średnicy 120 m i głębokości 25 m. Sonda wykonała zdjęcia odsłoniętego jądra komety, dostarczając wielu nowych informacji.
Uderzenie impaktora, poruszającego się z prędkością 37 000 km/h, było porównywalne z wybuchem 4,5 ton dynamitu. Należy jednak zaznaczyć, że to impaktor poprzedzał kometę w ruchu orbitalnym wokół Słońca, będąc od niej wolniejszym o 10,2 km/s. Dlatego, rozpatrując ruch względem Układu Słonecznego, to kometa uderzyła w impaktor, taranując go jak przeszkodę na swoim torze. Większość danych zgromadzonych było przechowywane na pokładzie sondy i w kilka następnych dni przekazane zostały na Ziemię. Sonda wykonała około 4500 zdjęć.

## Dalsze plany
Ponieważ po wykonaniu przewidzianych badań komety Tempel 1 okazało się, że sonda w dalszym ciągu może pracować, NASA zdecydowała o przedłużeniu misji i skierowaniu sondy w kierunku komety 85P/Boethin. Sonda miała dokonać przelotu w grudniu 2008 roku. Jednak  kiedy do listopada 2007 roku komety nie udało się ponownie zaobserwować, a zatem wyznaczyć z dostateczną precyzją jej orbity, podjęto decyzję o zmianie celu misji. Nowym celem stała się kometa 103P/Hartley (Hartley 2).

### Obserwacje planet pozasłonecznych
W trakcie lotu do komety 103P/Hartley sonda została wykorzystana do obserwacji tranzytujących planet pozasłonecznych, z możliwością wykrywania ciał o wielkości zbliżonej do Ziemi wokół pięciu wytypowanych wcześniej gwiazd, posiadających odkryte już planety przypominające wielkością gazowe olbrzymy należące do Układu Słonecznego.
W związku z rozszerzeniem programu badań misję przemianowano na EPOXI (Extrasolar Planet Observation and Deep Impact Extended Investigation - Obserwacje planet pozasłonecznych i rozszerzone badania Deep Impact)

## 103P/Hartley

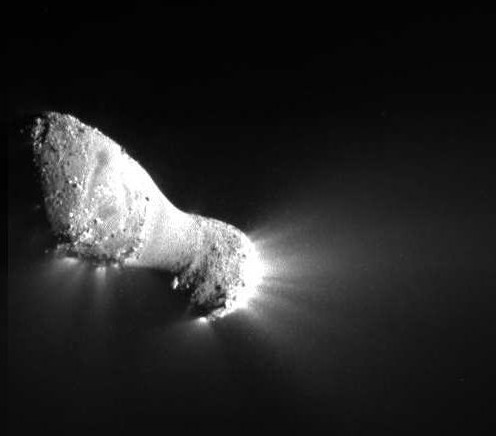
Jądro komety Hartley 2 sfotografowane kamerą średniej rozdzielczości sondy Deep Impact

Aby osiągnąć drugi główny cel misji, sonda Deep Impact przeleciała obok Ziemi w dniu 31 grudnia 2007 roku, aby zmienić trajektorię. 4 listopada 2010 o 14:01 UTC sonda przeleciała w pobliżu jądra komety Hartley 2. Kilka minut później nastąpiła planowa przerwa w łączności z sondą, spowodowana ustawieniem jej anten względem radioteleskopów na Ziemi. Sonda wykonała kilka tysięcy zdjęć komety, a wśród nich takie przedstawiające pojedyncze wyrzuty materii tworzącej komę. Sonda badała też zmiany jasności, temperatury i skład jądra.

## Zakończenie misji
Po przelocie obok komety 103P/Hartley na pokładzie sondy nie zostało już wiele paliwa. Sprzęt naukowy był jednak wciąż w dobrym stanie i pod koniec 2011 roku zadecydowano o skierowaniu sondy w stronę ostatniego celu – planetoidy z grupy potencjalnie niebezpiecznych asteroid o oznaczeniu (163249) 2002 GT. Zakładano, że jeżeli paliwa wystarczy na naprowadzenie sondy na odpowiednią trajektorię, minie ona planetoidę w 2020 roku. O ile pozwoliłby na to stan sondy i budżet NASA, mogłaby wtedy przeprowadzić obserwacje.
Plany te przekreśliła jednak utrata łączności z sondą. 8 sierpnia 2013 statek po raz ostatni odpowiedział na sygnały z Ziemi. Naukowcy z NASA próbowali przywrócić łączność przez ponad miesiąc; oficjalnie zakończenie misji ogłoszono 20 września. Przypuszczalną przyczyną utraty łączności był błąd w oprogramowaniu komputerów pokładowych uniemożliwiający poprawne odczytywanie daty po 11 sierpnia 2013, co w konsekwencji doprowadziło do utraty kontroli nad położeniem sondy i utraty zasilania.